# São Marcos (Donatello)
São Marcos é uma escultura do artista renascentista Donatello. A obra retrata São Marcos, autor de "Evangelho segundo Marcos", discípulo do apóstolo São Paulo e, posteriormente, de São Pedro.
Esculpida em mármore, a estátua possui aproximadamente 2,35 metros de altura e está exposta no museu da Igreja de Orsanmichele, em Florença, Itália. Originalmente, a estátua ocupava um nicho exterior da igreja, onde atualmente está uma réplica.
Foram encomendadas, pela Arte dei Linaioli e Rigattieri (uma guilda de artes de Florença), três peças, sendo a escultura de São Marcos a primeira delas. 

## Características
A escultura de São Marcos é notável por seu detalhe e realismo, evidenciando as habilidades artísticas de Donatello. As veias da mão esquerda de São Marcos são visíveis enquanto ele segura um texto sobre o quadril. A pose em contraposto, ou pose natural, é utilizada na figura de São Marcos, com mais peso na perna direita, o joelho esquerdo dobrado e o tronco ligeiramente torcido. O estilo é mais naturalista do que a simetria e a natureza realista da arte desde a Idade das Trevas. A escultura de Donatello também se destaca das obras medievais pela forma como as dobras são usadas, revelando drapeados realistas do linho na figura de São Marcos.

## Proporções
De acordo com Giorgio Vasari, em "As Vidas dos Artistas", escrito 140 anos após a conclusão de São Marcos, a guilda originalmente teria rejeitado a escultura porque parecia pouco natural quando configurada ao nível da rua. Isso ocorreu devido aos ajustes de proporção feitos para o seu local de descanso final no nicho, bem acima do nível da rua. A cabeça e o tronco foram feitos maiores, já que estariam mais distantes do espectador.
Donatello prometeu fazer ajustes, então cobriu a estátua com um pano, posicionou-a no nicho acima da rua e, sem tocar na estátua por 15 dias, revelou-a novamente para a guilda. Com a sua localização acima do espectador, as proporções pareciam perfeitas, e a guilda aceitou a estátua.